# Estonia na Letnich Igrzyskach Olimpijskich 2024
Estonię na Letnich Igrzyskach Olimpijskich 2024 reprezentowało 24 zawodników: 16 mężczyzn i 8 kobiet. Był to 14 start reprezentacji Estonii na letnich igrzyskach olimpijskich.

## Skład kadry

### Badminton
| Zawodnik      | Konkurencja           | Faza grupowa                    | Faza grupowa | 1/8 finału       | Ćwierćfinały     | Półfinały        | Finał            |
| Zawodnik      | Konkurencja           | Przeciwnicy Wynik               | Pozycja      | Przeciwnik Wynik | Przeciwnik Wynik | Przeciwnik Wynik | Przeciwnik Wynik |
| ------------- | --------------------- | ------------------------------- | ------------ | ---------------- | ---------------- | ---------------- | ---------------- |
| Kristin Kuuba | gra pojedyncza kobiet | Abdul Raazaq W 2:0 Sindhu P 0:2 | 2.           | NQ               | NQ               | NQ               | NQ               |

### Judo
| Zawodnik                 | Konkurencja | 1/16 finału      | 1/8 finału       | Ćwierćfinał      | Półfinał         | Repasaże         | Finał / 3. miejsce | Finał / 3. miejsce | Źródła |
| Zawodnik                 | Konkurencja | Przeciwnik Wynik | Przeciwnik Wynik | Przeciwnik Wynik | Przeciwnik Wynik | Przeciwnik Wynik | Przeciwnik Wynik   | Pozycja            | Źródła |
| ------------------------ | ----------- | ---------------- | ---------------- | ---------------- | ---------------- | ---------------- | ------------------ | ------------------ | ------ |
| Klen Kristofer Kaljulaid | -90 kg (m)  | Feuillet W 10-00 | Murao P 00-10    | NQ               | NQ               | NQ               | NQ                 |                    |        |

### Jeździectwo
Skoki przez przeszkody
| Zawodnik    | Konkurencja   | Koń    | Kwalifikacje | Kwalifikacje | Finał | Finał | Finał | Dogrywka | Dogrywka | Dogrywka | Suma | Suma | Źródło |
| Zawodnik    | Konkurencja   | Koń    | Kary         | Poz.         | Kary  | Czas  | Poz.  | Kary     | Czas     | Poz.     | Kary | Poz. | Źródło |
| ----------- | ------------- | ------ | ------------ | ------------ | ----- | ----- | ----- | -------- | -------- | -------- | ---- | ---- | ------ |
| My Relander | Indywidualnie | Expert |              |              | NQ    | NQ    | NQ    | NQ       | NQ       | NQ       |      |      | [ 2 ]  |

### Kolarstwo

#### Kolarstwo szosowe
| Zawodnik      | Konkurencja                    | Czas    | Pozycja | Źródło |
| ------------- | ------------------------------ | ------- | ------- | ------ |
| Madis Mihkels | Wyścig ze startu wspólnego (m) | 6:23,16 | 30.     | [ 3 ]  |

#### Kolarstwo górskie
| Zawodnik    | Konkurencja       | Czas    | Pozycja | Źródło |
| ----------- | ----------------- | ------- | ------- | ------ |
| Janika Lõiv | Cross-country (k) | 1:35,05 | 19.     | [ 4 ]  |

### Lekkoatletyka

#### Konkurencje biegowe
| Zawodnik    | Konkurencja            | Eliminacje | Eliminacje | Repasaże | Repasaże | Półfinał | Półfinał | Finał | Finał   | Źródło |
| Zawodnik    | Konkurencja            | Wynik      | Miejsce    | Wynik    | Miejsce  | Wynik    | Miejsce  | Wynik | Miejsce | Źródło |
| ----------- | ---------------------- | ---------- | ---------- | -------- | -------- | -------- | -------- | ----- | ------- | ------ |
| Rasmus Mägi | 400 m przez płotki (m) | 48,62      | 1.         | —        | —        | 48,16    | 2.       | 52,53 | 7.      |        |

#### Konkurencje techniczne
| Zawodnik         | Konkurencja    | Kwalifikacje | Kwalifikacje | Finał | Finał   | Źródło |
| Zawodnik         | Konkurencja    | Wynik        | Miejsce      | Wynik | Miejsce | Źródło |
| ---------------- | -------------- | ------------ | ------------ | ----- | ------- | ------ |
| Elisabeth Pihela | Skok wzwyż (k) | 1,83         | 26.          | NQ    | NQ      |        |

#### Konkurencje mieszane
| Zawodnik      | Konkurencja   | Wynik    | 100 m | LJ   | SP    | HJ   | 400 m | 110H  | DT    | PV   | JT    | 1500 m  | Razem | Pozycja |
| ------------- | ------------- | -------- | ----- | ---- | ----- | ---- | ----- | ----- | ----- | ---- | ----- | ------- | ----- | ------- |
| Johannes Erm  | dziesięciobój | Rezultat | 10,64 | 7,66 | 14,61 | 2,08 | 47,19 | 14,35 | 46,29 | 4,60 | 59,58 | 4:19,71 | 8569  | 6.      |
| Johannes Erm  | dziesięciobój | Punkty   | 942   | 975  | 766   | 878  | 949   | 930   | 793   | 790  | 732   | 814     | 8569  | 6.      |
| Janek Õiglane | dziesięciobój | Rezultat | 10,89 | 7,25 | 14,58 | 1,99 | 48,02 | 14,45 | 43,39 | 5,30 | 71,89 | 4:25,59 | 8572  | 5.      |
| Janek Õiglane | dziesięciobój | Punkty   | 885   | 874  | 764   | 794  | 908   | 917   | 734   | 1004 | 918   | 774     | 8572  | 5.      |
| Karel Tilga   | dziesięciobój | Rezultat | 11,01 | 7,16 | 15,88 | 1,99 | 48,67 | 14,66 | 50,13 | 4,70 | 64,16 | 4:26,41 | 8377  | 11.     |
| Karel Tilga   | dziesięciobój | Punkty   | 858   | 852  | 844   | 794  | 877   | 891   | 873   | 819  | 801   | 768     | 8377  | 11.     |

### Łucznictwo
| Zawodnik     | Konkurencja       | Runda rankingowa | Runda rankingowa | 1/32                 | 1/16             | 1/8              | Ćwierćfinały     | Półfinały        | Finał            | Finał   | Źródło |
| Zawodnik     | Konkurencja       | Wynik            | Miejsce          | Przeciwnik Wynik     | Przeciwnik Wynik | Przeciwnik Wynik | Przeciwnik Wynik | Przeciwnik Wynik | Przeciwnik Wynik | Pozycja | Źródło |
| ------------ | ----------------- | ---------------- | ---------------- | -------------------- | ---------------- | ---------------- | ---------------- | ---------------- | ---------------- | ------- | ------ |
| Reena Pärnat | indywidualnie (k) | 646              | 42.              | Deepika Kumari P 5-6 | NQ               | NQ               | NQ               | NQ               | NQ               | NQ      | [ 5 ]  |

### Pływanie
| Zawodnik       | Konkurencja               | Eliminacje | Eliminacje | Półfinał | Półfinał | Finał   | Finał | Źródło |
| Zawodnik       | Konkurencja               | Czas       | Poz.       | Czas     | Poz.     | Czas    | Poz.  | Źródło |
| -------------- | ------------------------- | ---------- | ---------- | -------- | -------- | ------- | ----- | ------ |
| Kregor Zirk    | 200 m st. motylkowym (m)] | 1:55,52    | 10.        | 1:54,22  | 5.       | 1:54,55 | 7.    | [ 6 ]  |
| Kregor Zirk    | 400 m st. dowolnym (m)    | 3:49,59    | 22.        | NQ       | NQ       | NQ      | NQ    |        |
| Eneli Jefimova | 100 m st. klasycznym (k)  | 1:06,24    | 8.         | 1:06,23  | 8.       | 1:06,50 | 7.    | [ 7 ]  |
| Eneli Jefimova | 200 m st. klasycznym (k)  | 2:30,68    | 23.        | NQ       | NQ       | NQ      | NQ    |        |

### Podnoszenie ciężarów
| Zawodnik  | Konkurencja           | Rwanie | Rwanie  | Podrzut | Podrzut | Razem | Pozycja |
| Zawodnik  | Konkurencja           | Wynik  | Pozycja | Wynik   | Pozycja | Razem | Pozycja |
| --------- | --------------------- | ------ | ------- | ------- | ------- | ----- | ------- |
| Mart Seim | ponad 102 kg mężczyzn | 180    | 9.      | 220     | 9.      | 400   | 9.      |

### Strzelectwo
| Zawodnik        | Konkurencja                       | Kwalifikacje | Kwalifikacje | Finał | Finał   | Źródło |
| Zawodnik        | Konkurencja                       | Wynik        | Pozycja      | Wynik | Pozycja | Źródło |
| --------------- | --------------------------------- | ------------ | ------------ | ----- | ------- | ------ |
| Peeter Jürisson | skeet (m)                         | 113          | 28.          | NQ    | NQ      |        |
| Peeter Olesk    | pistolet szybkostrzelny, 25 m (m) | 583          | 11.          | NQ    | NQ      |        |

### Szermierka
| Zawodnik      | Konkurencja              | 1/32 finału      | 1/16 finału      | 1/8 finału       | Ćwierćfinały     | Półfinały        | Finał/o 3. miejsce | Finał/o 3. miejsce | Źródło |
| Zawodnik      | Konkurencja              | Przeciwnik Wynik | Przeciwnik Wynik | Przeciwnik Wynik | Przeciwnik Wynik | Przeciwnik Wynik | Przeciwnik Wynik   | Pozycja            | Źródło |
| ------------- | ------------------------ | ---------------- | ---------------- | ---------------- | ---------------- | ---------------- | ------------------ | ------------------ | ------ |
| Nelli Differt | Szpada indywidualnie (k) | BYE              | Kang W 14-13     | Klasik W 11-10   | Santuccio W 10-9 | Kong P 11-15     | Muhari P 14-15     | 4.                 | [ 8 ]  |

### Wioślarstwo
| Zawodnik                                                 | Konkurencja | Eliminacje | Eliminacje | Repasaż | Repasaż | Ćwierćfinały | Ćwierćfinały | Półfinały | Półfinały | Finał   | Finał | Źródło       |
| Zawodnik                                                 | Konkurencja | Czas       | M.         | Czas    | M.      | Czas         | M.           | Czas      | M.        | Czas    | M.    | Źródło       |
| -------------------------------------------------------- | ----------- | ---------- | ---------- | ------- | ------- | ------------ | ------------ | --------- | --------- | ------- | ----- | ------------ |
| Tõnu Endrekson Mikhail Kushteyn Johann Poolak Allar Raja | M4x         | 5:52,04    | 4.         | 5:55,74 | 4.      | NQ           | NQ           | NQ        | NQ        | 5:50,55 | 7.    | [ 9 ] [ 10 ] |

### Zapasy
| Zawodnik   | Konkurencja               | 1/8 finału       | Ćwierćfinał      | Półfinał         | Repasaż          | Finał/ Pojedynek o 3. miejsce | Finał/ Pojedynek o 3. miejsce | Źródło |
| Zawodnik   | Konkurencja               | Przeciwnik Wynik | Przeciwnik Wynik | Przeciwnik Wynik | Przeciwnik Wynik | Przeciwnik Wynik              | Pozycja                       | Źródło |
| ---------- | ------------------------- | ---------------- | ---------------- | ---------------- | ---------------- | ----------------------------- | ----------------------------- | ------ |
| Heiki Nabi | -130 kg st. klasyczny (m) | Shariati P 1-1   | NQ               | NQ               | NQ               | NQ                            | NQ                            | [ 11 ] |

### Żeglarstwo
Konkurencje eliminacyjne
| Zawodnik      | Konkurencja | Wyścig | Wyścig | Wyścig | Wyścig | Wyścig | Wyścig | Wyścig | Wyścig | Wyścig | Wyścig | Wyścig | Wyścig | Wyścig | Wyścig | Wyścig | Pozycja | Punkty | Źródło |
| Zawodnik      | Konkurencja | 1      | 2      | 3      | 4      | 5      | 6      | 7      | 8      | 9      | 10     | 11     | 12     | 13     | 14     | QF     | Pozycja | Punkty | Źródło |
| ------------- | ----------- | ------ | ------ | ------ | ------ | ------ | ------ | ------ | ------ | ------ | ------ | ------ | ------ | ------ | ------ | ------ | ------- | ------ | ------ |
| Ingrid Puusta | iQFoil (k)  | 25 BFD | 9      | 13     | 11     | 15     | 9      | 10     | 13     | 17     | 18     | 22     | 18     | 14     | 15     | NQ     | 17.     | 162    | [ 12 ] |

Konkurencje z wyścigiem medalowym
| Zawodnik          | Konkurencja | Wyścig | Wyścig | Wyścig | Wyścig | Wyścig | Wyścig | Wyścig | Wyścig | Wyścig | Punkty | Finałowa pozycja | Źródło |
| Zawodnik          | Konkurencja | 1      | 2      | 3      | 4      | 5      | 6      | 7      | 8      | M*     | Punkty | Finałowa pozycja | Źródło |
| ----------------- | ----------- | ------ | ------ | ------ | ------ | ------ | ------ | ------ | ------ | ------ | ------ | ---------------- | ------ |
| Karl-Martin Rammo | ILCA 7      | 34     | 6      | 28     | 39     | 27     | 29     | 9      | 33     | NQ     | 166    | 31.              | [ 13 ] |

M – Wyścig medalowy